# Nadir Caselli
Elisabetta Nadir Caselli (Pisa, 31 gennaio 1989) è un'attrice e modella italiana.

## Biografia
Cresciuta a Cascina, si diploma presso il liceo linguistico "Antonio Pesenti" e successivamente si iscrive alla facoltà di Scienze della mediazione linguistica dell'Università di Roma Tre, laureandosi.
Dopo aver lavorato come modella, debutta nel cinema nel 2008 quando è tra le protagoniste di Un gioco da ragazze, dove interpreta il ruolo di Alice.
Nel 2009 ha delle parti minori nella serie televisiva R.I.S. 5 - Delitti imperfetti e nelle miniserie La scelta di Laura e Non pensarci - La serie.
Nel 2010 torna sul piccolo schermo con un ruolo più importante nella miniserie di Canale 5, Tutti per Bruno, interpretando Sara, la figlia di Bruno (Claudio Amendola), e sul grande schermo con Baciami ancora, regia di Gabriele Muccino.
Sempre nel 2010 vince il premio per la migliore attrice al Festival La Cittadella del Corto di Trevignano Romano per la sua interpretazione nel cortometraggio Solo un gioco.
Nel 2011 fa parte del cast del film La peggior settimana della mia vita con Fabio De Luigi.
Sempre nel 2011, nel film Immaturi, ha un ruolo come personaggio secondario. Interpreta Crudeli@92, una ragazza conosciuta da Piero (interpretato da Luca Bizzarri) tramite Internet.
Nel 2012 prende parte al film di Carlo Verdone Posti in piedi in paradiso.
Nel 2013 prende parte al film Universitari - Molto più che amici di Federico Moccia.
Dal 2014 al 2016, e nel 2020, è stata una dei protagonisti della fiction Don Matteo, nella nona, nella decima, e in un episodio della dodicesima stagione, dove interpreta Lia, la nipote del maresciallo Cecchini interpretato da Nino Frassica.

## Filmografia

### Cinema
- Un gioco da ragazze, regia di Matteo Rovere (2008)
- Baciami ancora, regia di Gabriele Muccino (2010)
- Solo un gioco, regia di Elisa Amoruso - Cortometraggio (2010)
- Oggi gira così, regia di Sydney Sibilia - Cortometraggio (2010)
- Immaturi, regia di Paolo Genovese (2011)
- La peggior settimana della mia vita, regia di Alessandro Genovesi (2011)
- Posti in piedi in paradiso, regia di Carlo Verdone (2012)
- Universitari - Molto più che amici, regia di Federico Moccia (2013)
- Benvenuto Presidente!, regia di Riccardo Milani (2013)
- Smetto quando voglio, regia di Sydney Sibilia (2014)
- I calcianti, regia di Stefano Lorenzi (2015)
- Tutte le strade portano a Roma (All Roads Lead to Rome), regia di Ella Lemhagen (2016)[4]
- La musica del silenzio, regia di Michael Radford (2017)

### Televisione
- R.I.S. 5 - Delitti imperfetti, regia di Fabio Tagliavia - Serie TV - Canale 5, 3 episodi (2009)
- La scelta di Laura, regia di Alessandro Piva - Miniserie TV - Canale 5 (2009)
- Non pensarci - La serie, regia di Gianni Zanasi e Lucio Pellegrini - Miniserie TV - Fox (2009)
- Tutti per Bruno, regia di Francesco Vicario - Miniserie TV, interpreta: Sara Miranda (Canale 5 - 2010)
- Un cane per due, regia di Giulio Base - Film TV - Canale 5 (2010)
- Il commissario Manara 2 - serie TV, episodio: 2x04 - "Miss Maremma", interpreta: Giulia Parri (2011)
- Ho sposato uno sbirro 2, regia di Carmine Elia - serie TV, episodio: 2x23 - "Se l'amore chiama", interpreta: Flavia (2011)
- Colorado - 'Sto classico - Serie TV - Italia 1 (2012) - 3a puntata
- Don Matteo, regia di Monica Vullo, Luca Ribuoli e Jan Maria Michelini - Serie TV - Rai 1 (2014-2016; 2020)
- Complimenti per la connessione, regia di Valerio Bergesio - Serie TV - Rai 1 (2017)